# Sporting Club Abbevillois Foot Côte Picarde
Lo Sporting Club Abbevillois Foot Côte Picarde, meglio conosciuto come SC Abbeville o semplicemente Abbeville, è una società polisportiva francese, con sede a Abbeville. Le sezioni principali sono quelle di calcio e hockey su prato.

## Calcio

### Storia
Il club venne fondato nel 1901 come Foot-Ball Abbevillois da una dozzina di persone che si riunivano presso l'abitazione di Claude Neuilles. L'anno seguente divenne una società polisportiva, cambiando il nome in Sporting Club Abbeville. L'Abbeville ha vissuto il suo momento d maggior prestigio negli anni '80 del XX secolo, giocando dieci stagioni consecutive nella cedetteria transalpina, divenendo il club principale della Piccardia. L'Abbeville esordì nella serie cadetta nella stagione 1980-1981, chiusa all'undicesimo posto del Girone B. Migliori piazzamenti furono i noni posti nel girone B nelle stagioni 1982-1983 e 1985-1986. La squadra lasciò la serie cadetta al termine della Division 2 1989-1990, chiusa al diciassettesimo e penultimo posto del Girone B.